# Kleopa (Mihajesi)
Kleopa (světským jménem: Todor Stepanovyč Mihajesi; * 25. července 1977, Ostrycja) je ukrajinský duchovní Ukrajinské pravoslavné církve Moskevského patriarchátu, biskup novoselycký a vikář černovické eparchie.

## Život
Narodil se 25. července 1977 ve vesnici Ostrycja Černovické oblasti.
Po střední škole nastoupil na fakultu stomatologie univerzity v Kluži v Rumunsku. Roku 2001 dokončil studium a byl přijat mezi bratry Bančenského monastýru, kde byl 4. ledna 2004 postřižen na monacha se jménem Kleopa na počest svatého Kleofáše.
Dne 23. února 2005 jej metropolita černovický a bukovinský Onufrij (Berezovskyj) rukopoložil na jerodiákona a 25. září na jeromonacha. O rok později nastoupil na Černovický pravoslavný bohoslovecký institut.
Dne 9. srpna 2016 byl povýšen na archimandritu a 22. února 2022 dokončil dálkové studium Počajivského duchovního semináře.
Dne 12. května 2022 jej Svatý synod Ukrajinské pravoslavné církve zvolil biskupem novoselyckým a vikářem černovické eparchie. Biskupská chirotonie proběhla 15. května v Kyjevskopečerské lávře. Hlavním světitelem byl metropolita kyjevský a celé Ukrajiny Onufrij (Berezovskyj).